# Official New Zealand Music Chart
Official New Zealand Music Chart — еженедельный новозеландский хит-парад топ-40 популярных синглов и альбомов. Выпускается некоммерческой организацией Recorded Music NZ (ранее — «Новозеландская ассоциация звукозаписывающих компаний»). Все рейтинги составлены на основе данных о физических и цифровых продажах, а также потоковых трансляциях синглов.

## Сертификации
Сертификаты «золото» и «платина» присуждаются на основе внебиржевых розничных продаж и данных сервисов потоковой трансляции (для синглов 175 воспроизведений засчитываются как одна продажа).
Текущие пороги получения сертификации:
| Тип    | Золото   | Платина |
| ------ | -------- | ------- |
| Сингл  | 15 тыс.  | 30 тыс. |
| Альбом | 7,5 тыс. | 15 тыс. |
| DVD    | 2,5 тыс. | 5 тыс.  |